# حديقة أسماك السيلاكانث الوطنية

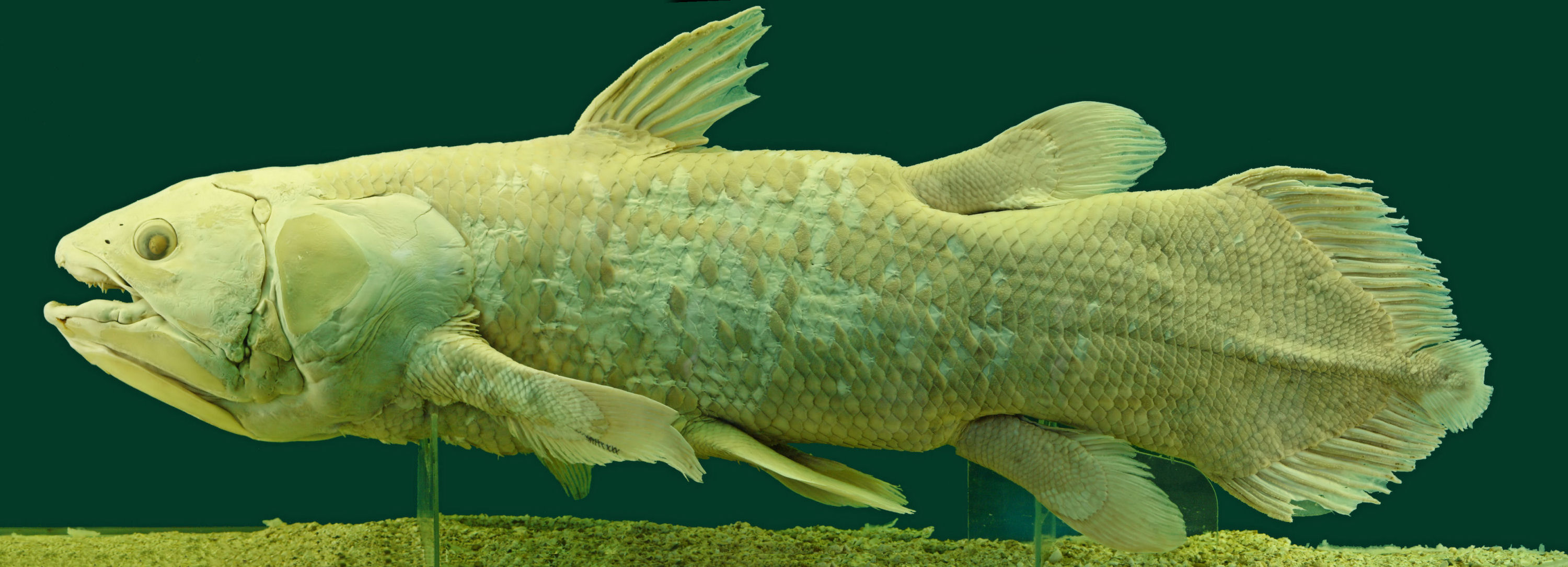
عينة محفوظة من Latimeria chalumnae في متحف التاريخ الطبيعي ، فيينا بالنمسا [الطول: 170 cm - الوزن: 60 kg ]. تم اصطياد هذه العينة في 18 أكتوبر 1974، بالقرب من سليماني/سليماني (جراند كومورو، جزر القمر)

حديقة أسماك الكويلاكانث الوطنية (بالفرنسية: Parc National Coelacanth) حديقة وطنية تقع أمام الجزيرة الرئيسية لجزر القمر .  تتكون الحديقة من مناظر بحرية تضم أسماك السيلاكانث والشعاب المرجانية التي تجذب الحيتان والدلافين. في عام 2016 تم الإعلان عن إنشائها كجزء من الجهود الحكومة لحماية 25٪ من جزر القمر بحلول عام 2021. 

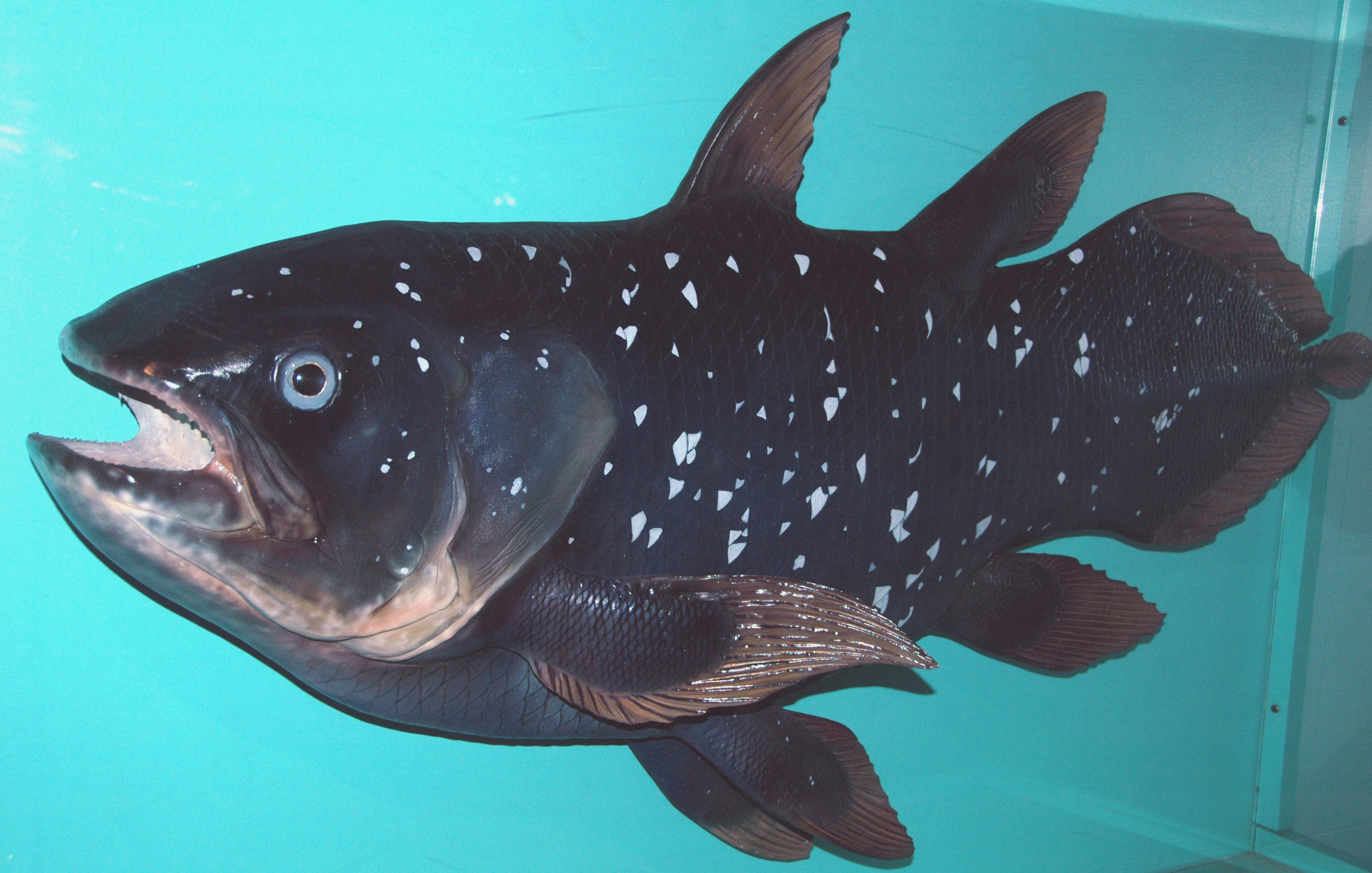
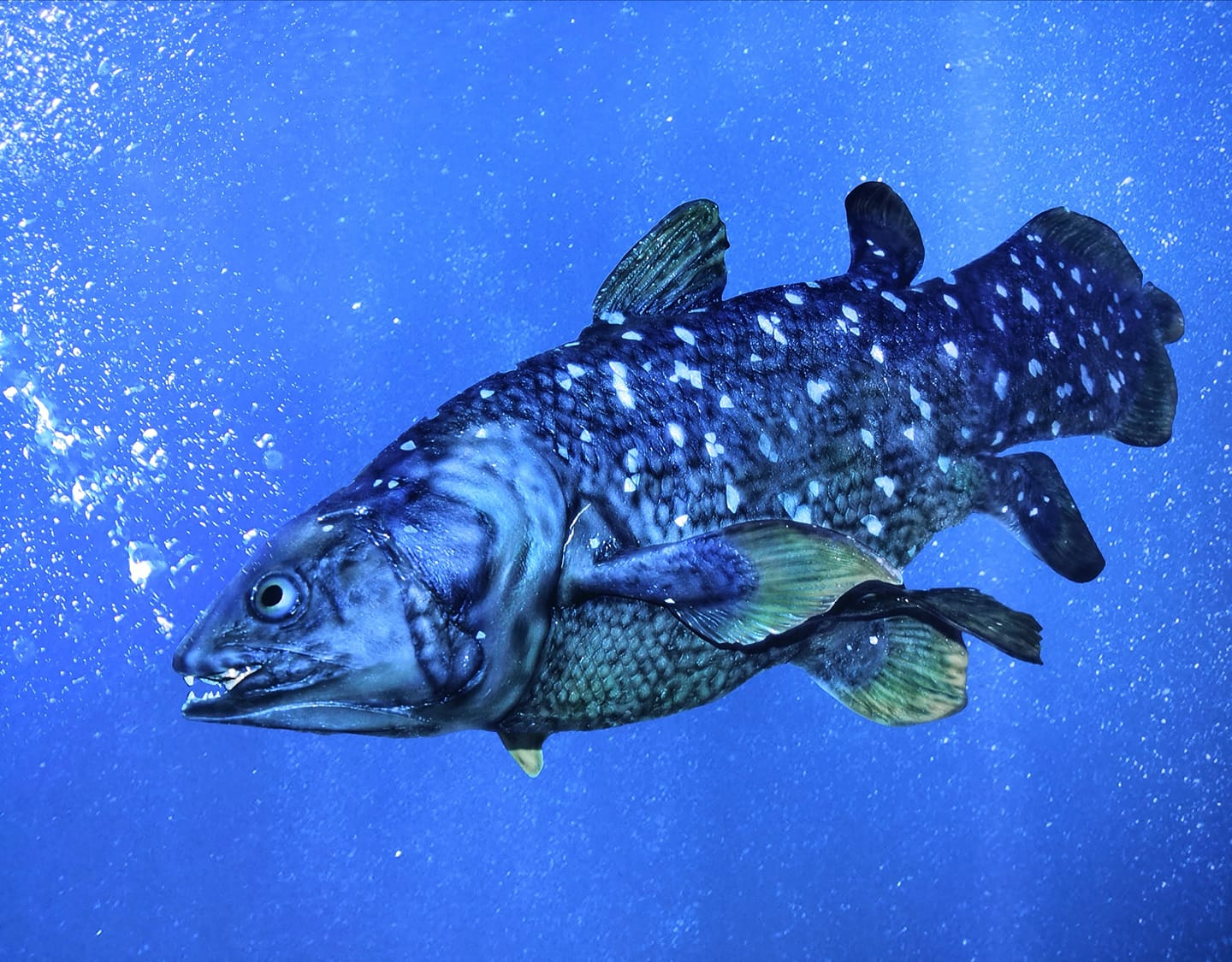